# Mohamed Ben Othmane
Pour les articles homonymes, voir Ben Othmane.
Ne pas confondre avec son vassal, le bey de l'ouest, nommé également Mohamed Ben Othmane, mais connu sous le nom de Mohamed el Kebir.
Mohamed Ben Othmane (en arabe : محمد بن عثمان ; Mouhammad ben Othmane), né vers 1710 a  Alger et mort en fonction le 12 juillet 1791 est un dey d'Alger ayant gouverné de 1766 à sa mort.
Son règne est le plus long parmi ceux des deys d'Alger ; son administration est marquée par la stabilité, un grand sens de l'État et une intense activité militaire et diplomatique qui rehausse la puissance de la Régence d'Alger. 
Il fait notamment respecter à diverses nations européennes le paiement du tribut nécessaire à leur sécurité pour la navigation en Méditerranée occidentale et déclare la guerre au Danemark-Norvège en 1770.

## Biographie

### Début dans l'administration et comme ministre
Ayant appris à lire et à écrire il devient khodja (secrétaire) après avoir acheté sa charge à l’État pour la somme de 1000 pièces. Il exerce auprès de diverses garnisons avant d'être promu à la garde personnelle du palais deylicat. Il devient ensuite Khaznadji (premier ministre et chargé du trésor) du dey Baba Ali qui le désigne alors comme son successeur.

### Restauration du prestige de la Régence à l’extérieur
Il succède au dey Baba Ali en 1766. L'Espagne tente dès lors d'établir une paix avec la Régence ; ces négociations n'aboutissent que sur un échange de captifs entre novembre 1768 et février 1769. Mohamed Ben Othmane déclare la guerre au Danemark-Norvège en 1770 et repousse une attaque danoise sur Alger en 1772, et impose notamment à la Grande-Bretagne, aux États-Unis et au royaume des Deux-Siciles le paiement du tribut maritime. Cependant à la suite de cette période d'accalmie les activités corsaires algériennes s'intensifient et jettent le désarroi sur les côtes méridionales de l'Espagne et perturbent en partie son trafic maritime. Les Espagnols tentent donc l'opération Limpieza del mar pour tenter de mettre fin à cette présence corsaire en Méditerranée occidentale, sans succès. En 1775, le général O'Reilly est envoyé à la tête d'une armada pour prendre Alger. Le dey Mohamed Ben Othmane leur inflige une lourde défaite dans les environs d'El Harrach . En 1776, il nomme comme Wakil al Kharadj (ministre chargé des relations extérieures), Sidi Hassan qui va ouvrir avec son homologue Floridablanca une période de rapprochement entre les gouvernements d'Alger et de Madrid.
Cependant une paix avec l'Espagne n'est pas à l'avantage du dey ; la piraterie rapporte des revenus importants et la demander pour obtenir la libération de captifs peut même être perçu à Alger comme une humiliation. Fin diplomate, il trouve prétexte d'une absence de paix entre l'Empire ottoman et l'Espagne, et invite cette dernière à faire la paix avec l'Empire avant de la négocier avec lui-même pour gagner du temps et éviter de demander une paix à l'Espagne. En réalité, même le sultan ottoman refuse catégoriquement de s'ingérer dans les affaires de ces régences « considérées comme des États indépendants». Les Espagnols obtiennent finalement un firman (une recommandation) à destination des Régences d'Afrique du Nord, que le dey Mohamed Ben Othmane avait déjà prévu de rejeter. En effet mis à part le lien spirituel (le sultan ottoman est considéré comme calife et possesseur des lieux saints de l'Islam), à l'époque de Mohamed Ben Othmane, la Régence entend gérer ses affaires internes et externes en toute indépendance.
Le Roi Charles III d'Espagne décide alors de déclarer à nouveau la guerre ; il envoie des escadres bombarder Alger en 1783 et 1784 pour imposer la paix. Ayant constaté que la Sublime Porte n'avait aucune autorité sur Alger, le cabinet de Madrid chercha une voie directe pour négocier la paix. Les négociations sont difficiles et 16 juin 1785, un accord de paix est conclu. Le dey Mohamed Ben Othmane exige ensuite dans les pourparlers de paix une réparation de 1 000 000 de pesos forts pour les différentes expéditions. Les membres du Diwan d'Alger (assemblée) obtiennent également l'attribution de présents diplomatiques.

## Politique intérieure
Sur le plan intérieur son règne, le plus long de tous les deys, est marqué par la stabilité. Dans la gestion des affaires il manifeste un grand sens de l'État. Il s'active à récupérer Oran et Mers el-Kébir sous tutelle espagnole. Il nomme un bey énergique dans l'ouest, Mohamed el Kebir qu'il charge de reprendre ces deux places. 
Il mène également avec succès des campagnes pour pacifier l'arrière-pays. 
Il sut aussi faire face aux multiples soulèvements du Constantinois où il nommera un autre bey illustre, Salah en 1771. Il meurt le 12 juillet 1791 et est remplacé par son Khaznadji (premier ministre) Sidi Hassan.

### Gouvernement du dey Mohamed Ben Othmane
Dey : Mohamed Ben Othmane.
- Khaznadji, Vizir, Premier ministre, chargé du trésor de l’État : Sidi Hassan (1788–1791), Hassan (1766–1788, homonyme destitué puis exécuté)
- Agha al-mahalla, Second ministre et général de guerre pour la terre : Ali
- Khodjet al-khil, ministre chargé des revenus des régences des terres du makhzen et de la redevance des beys et cadis : Moustapha
- Bait el-maldji, ministre chargé des biens vacants et habous : Ali
- Ouakil al-Kharadj, Ministre de la marine et des relations diplomatiques : Ali (1788-1791), Sidi Hassan (1766-1788 ; devenu par la suite Khaznadji)

Le gouvernement comporte également des secrétaires ou grands écrivains, le premier écrivain est Ahmed Khodja , le second écrivain, Hassan, le troisième écrivain, Ali et le quatrième écrivain, Achour Khodja.